# رقية الدمسيرية
رقية الدمسيرية (مواليد 1948) مغنية وشاعرة أمازيغية مغربية . تكتب وتؤدي بلغتها الأم تاشيلحيت.  

## سيرة ذاتية
ولدت رقية شوال أو الدمسيرية سنة 1948 في دمسيرة وهي بلدة قريبة من شيشاوة بالمغرب. عاشت طفولة صعبة لأنها فقدت والدتها في سن 4 ، وتعرضت لسوء المعاملة من قبل زوجة والدها وأجبروها على الزواج مبكرا. وبعد فترة وجيزة، هربت إلى مدينة الدار البيضاء قبل أن تبلغ 14 عامًا.
بدأت في الغناء أثناء تواجدها في الدار البيضاء وكانت بدايتها في منتصف الستينيات مع بعض أشهر الفنانين الأمازيغ (الروايس) في ذلك الوقت مثل محمد دمسيري وسعيد أشتوك. سجلت أول ألبوم لها في عام 1967 وأصبحت بعد ذلك مشهورة في المغرب وبين المغاربة في أوروبا.

## جولاتها الموسيقية
شاركت في العديد من المهرجانات الوطنية في المغرب مثل مهرجان تيميار بأكادير.

## أغانيها
لدى رقية الدمسيرية أزيد من 800 أغنية.